# Megalastrum subincisum
Megalastrum subincisum är en träjonväxtart som först beskrevs av Carl Ludwig Willdenow, och fick sitt nu gällande namn av Alan Reid Smith och R. C. Moran. Megalastrum subincisum ingår i släktet Megalastrum och familjen Dryopteridaceae. Inga underarter finns listade.